# Esporte Clube Comercial (Campo Grande)
Pour les articles homonymes, voir Esporte Clube Comercial.
L'Esporte Clube Comercial est un club brésilien de football basé à Campo Grande dans l'État du Mato Grosso do Sul.

## Palmarès
- Championnat du Mato Grosso :
  - Champion : 1975

- Championnat du Mato Grosso do Sul (9) :
  - Champion : 1982, 1985, 1987, 1993, 1994, 2000, 2001, 2010, 2015

## Anciens joueurs
- Alex Dias